# عارف اغاسي
عارف اغاسي، من مواليد 2 يناير 1997م، وهو لاعب كرة قدم إيراني محترف، لعب مع عدة أندية ومنها تراكتور سازي، وشارك مع زملائه في التشكيلة الثابتة لبطولة كأس العالم تحت 20 سنة والتي أستضافته كوريا الجنوبية سنة 2017م.